# Агуй-Шапсуг
Агуй-Шапсуг — аул в Туапсинському районі Краснодарського краю. Населення — 1,7 тис. осіб (2002).  
Аул Агуй-Шапсуг розташований біля хребта Коліхо, в ущелині річки Агой (басейн Чорного моря), за 6 км від її гирла, за 4 км від села Агой.  
Аул є місцем мешкання найбільшої громади шапсугів — народу адигейської групи, корінних мешканців узбережжя Західного Кавказу.

## Історія
- Село Карпівка засноване в 1872 році на місці раніше існуючого шапсузького селища, назва якого не збереглася. Ім'я село Карпівка отримало від полковника Карпова, що отримав землі в долині річки Агой
- Після революції село отримало ім'я аул Карповський
- У 1935 році аул перейменований в село Куйбишевка в честь Валеріана Куйбишева
- 1 березня 1993 року аул отримав сучасне ім'я.